# Xylem

Schematisk genomskärning av del av blad. Xylemet är det röda som är markerat med nummer 8

Xylem är en ledande och mekaniskt stödjande vävnad i kärlväxter. (Mossor har alltså inget xylem.) Det transporterar vatten och mineraler från rötterna och vidare ut i plantan, samt har en stödjande funktion. Xylemet utgörs av en blandning av döda och levande celler som är lignifierade. 
Xylem delas upp i primärt xylem, som finns i växter som bara har primär tillväxt, som örter, och träd av palmtyp, och sekundärt xylem – eller i dagligt tal ved i växter som har sekundär tillväxt. 
Sekundärt xylem är delvis olika uppbyggt hos angiospermer respektive gymnospermer. I den senare, mer primitiva gruppen består xylemet nästan enbart av långa, döda trakeider, och en mindre mängd levande parenkymceller. Uppbyggnaden av angiospermxylem är mer komplex, med en mer differentierad sammansättning av celler. De viktigaste typerna är libriformfibrer och kärlceller (båda normalt döda i mogen vävnad), samt en relativt stor mängd levande parenkymceller. Ved och xylem är alltså i princip samma vävnadstyp, men många växter har så tunt xylem att vi inte i vardagligt tal betraktar det som trä.
Vedens huvudbeståndsdelar i övrigt är cellulosa, hemicellulosa och vatten. Dessutom innehåller den mindre mängder av terpener, fetter, vaxer, fenoler och garvämnen m.m. I klimat med utpräglade årstider bildas årsringar i veden. Relativt ljus vårved med vida celler omväxlar med mörkare sommarved (höstved av trängre, mera tjockväggiga element, och gränsen mellan sommarveden och följande års vårved är mycket skarp. Veden genomdras vidare av radiära kambiestrålar av parenkymceller, som ombesörjer ämnestransport mellan stammens inre och yttre delar.
Veden är ofta uppdelad i en ljusare yttre del, som kallas splint, och en mörkare inre kärnved. Kärnveden är ofta hårdare och mera hållbar än splinten och därför värdefullare.